# La insoportable levedad del ser (película)
La insoportable levedad del ser es una película de drama romántico estadounidense de 1987, una adaptación de la novela homónima de 1984 de Milan Kundera. Fue dirigida por Philip Kaufman, quien coescribió el guion con Jean-Claude Carrière, y está protagonizada por Daniel Day-Lewis, Juliette Binoche y Lena Olin. La película retrata la vida artística e intelectual checoslovaca durante la Primavera de Praga, y el efecto sobre los personajes principales de la represión comunista que resultó de la invasión de Checoslovaquia por el Pacto de Varsovia en 1968.

## Trama
Tomas, un exitoso neurocirujano en la Checoslovaquia comunista con gran actividad sexual, tiene una aventura con Sabina, una artista igualmente despreocupada en Praga. Tomás viaja a un balneario para realizar una cirugía especializada. Allí se encuentra con la insatisfecha camarera Tereza, que desea estimulación intelectual. Más tarde lo rastrea en Praga y se muda con él, lo que complica los asuntos de Tomas.
Tomas le pide a Sabina que ayude a Tereza a encontrar trabajo como fotógrafa. Tereza está tanto fascinada como celosa cuando se da cuenta de que Sabina y Tomás son amantes, pero aun así desarrolla una afectuosa amistad con Sabina. Tomas se casa con Tereza en una ceremonia sencilla, con ambos riendo perpetuamente. Ella continúa angustiada por la promiscuidad de Tomas y, aunque considera dejarlo, se apega más a él cuando el ejército soviético invade Checoslovaquia. En medio de la confusión, Tereza fotografía manifestaciones contra las fuerzas soviéticas y luego entrega los rollos de película a extranjeros para que las pasen de contrabando a Occidente. No dispuestos a enfrentarse a la atroz realidad que está reemplazando a la Primavera de Praga, Tomas, Sabina y Tereza huyen de Checoslovaquia hacia Suiza. Sabina sale primero, seguida luego por los vacilantes Tomás y Tereza.
En Ginebra, Sabina conoce a Franz, un profesor universitario casado y comienzan una relación. Franz  decide abandonar a su familia por ella. Después de escuchar sus planes, Sabina lo abandona, sintiendo que situación la abrumaría emocionalmente. Mientras tanto, Tereza y Tomas intentan adaptarse a Suiza, pero Tereza encuentra a la gente inhóspita. Cuando descubre que Tomas sigue siendo mujeriego, lo deja y regresa a Checoslovaquia. Molesto por su partida, Tomás la sigue a Checoslovaquia, donde le confiscan el pasaporte, lo que le impide volver a emigrar. Su regreso alegra a Tereza y se reencuentran.
Tomás intenta reanudar su actividad medicinal, sin embargo, un artículo mordaz que escribió antes de la invasión criticando el régimen checo respaldado por los soviéticos, lo ha convertido en un disidente político. El régimen exige su firma en una carta en la que repudia el artículo, alegando que éste alimentó el sentimiento anticomunista. Tomas se niega y es puesto en una lista negra, lo cual le impide ejercer su profesión. Encuentra trabajo como limpiador de ventanas y sigue siendo mujeriego, seduciendo a la hija de un alto funcionario.
Como camarera, Tereza conoce a un ingeniero que le hace propuestas. Consciente de las infidelidades de Tomás, entabla una relación sexual desapasionada con el ingeniero. Arrepentida, teme que el ingeniero pueda haber sido un agente secreto del régimen, que podría denunciarlos a ella y a Tomás. 
Estresada por la vida de la ciudad, Tereza convence a Tomás de que se vayan de Praga al campo y viajan a un pueblo donde les da la bienvenida un viejo paciente de Tomás. En el pueblo pasan un tiempo idílico, lejos de las intrigas políticas de Praga. En contraste, Sabina se ha ido a los EE. UU., donde continúa con su estilo de vida bohemio y distante. Más tarde recibe una carta que le informa que Tereza y Tomás han tenido un accidente automovilístico fatal.
La película termina con una breve escena de Tomás y Tereza conduciendo por la carretera rural bajo la lluvia justo antes de su accidente, y Tomás le expresa pacíficamente a Tereza lo feliz que está.

## Elenco
| - Daniel Day-Lewis como Tomas - Juliette Binoche como Tereza - Lena Olin como Sabina - Derek de Lint como Franz - Erland Josephson como embajador - Pavel Landovský como Pavel | - Donald Moffat como jefe de cirujanos - Tomek Bork como Jiri - Daniel Olbrychski como funcionario del Ministerio del Interior - Stellan Skarsgård como el ingeniero - Anne Lonnberg como un fotógrafo suizo - Leon Lissek como un hombre calvo en un bar |

## Producción
En una noticia del 19 de abril de 1985, DV anunció que Saul Zaentz produciría de forma independiente una adaptación de La insoportable levedad del ser de Milan Kundera (Nueva York, 1984), que sería dirigida por Philip Kaufman con financiación privada. Año 8 de febrero de 1989 Var item señaló que Norway Film Development invirtió 1,8 millones de dólares. Aunque un resumen de Screen International del 25 de mayo de 1985 citó el presupuesto en $ 5 millones, la película finalmente costó alrededor de $ 18 millones, según una columna de "Hollywood Report" del 5 de diciembre de 1988 HR. Según un artículo del NYT del 31 de enero de 1988, Juliette Binoche fue elegida como "Tereza" dos semanas antes del inicio de la producción, a pesar de su escaso dominio del inglés. La película marcó su debut cinematográfico en inglés, como se señaló en un artículo de W del 7 de marzo de 1988. También, solo unas semanas antes de la producción, la actriz Lena Olin dio a luz, por lo que tuvo que bajar de peso muy rápido para el papel de “Sabina”, quien aparece desnuda en varias escenas. Aunque los informes de Var del 8 de octubre de 1986 y el 15 de octubre de 1986 informaron que la actriz Laura Betti había sido elegida, no fue acreditada en la pantalla.       Aunque el productor Saul Zaentz había realizado anteriormente Amadeus (1984, ver entrada) en Checoslovaquia, donde se desarrolla la mayor parte de la historia de La insoportable levedad del ser, el país no fue considerado como lugar de rodaje debido a la prohibición oficial de las obras de Milan Kundera. como se señaló en el NYT del 31 de enero de 1988. Yugoslavia se consideró como una alternativa, pero se rechazó sobre la base de que su gobierno no permitiría filmar la secuencia de la invasión soviética.
La película fue una producción estadounidense con un director también estadounidense, Philip Kaufman, pero presentó un elenco mayoritariamente europeo. Fue filmada en Francia y en Suiza (Ginebra). En las escenas que representan la invasión soviética, las imágenes de archivo fueron combinadas con material nuevo filmado en Lyon. La escena en la que Tomas tiene sexo con una mujer mientras limpia ventanas fue filmada en el Hôtel de Beauvais, entonces sin restaurar, en el distrito 4 de París (ahora el Tribunal Administrativo de Apelación).

## Adaptación
Kundera se desempeñó como consultor activo durante la realización de la película y escribió el poema -específicamente para la película- que Tomas le susurra al oído a Tereza mientras se está quedando dormida.
Sin embargo, en una nota a la edición checa del libro, Kundera comenta que la película tenía muy poco que ver con el espíritu de la novela o los personajes de la misma. En la misma nota Kundera continúa diciendo que después de esta experiencia ya no permite adaptaciones de su obra. Muchos críticos se han centrado en cuánto del libro se capturó con éxito, o podría haber sido capturado, en una película. Algunos comentaristas, como por ejemplo Cattrysse Patrick, han argumentado, sin embargo,  que la película debe verse bajo una luz diferente, con el libro como una entre otras tantas fuentes de inspiración.
Patricija Fašalek analizó las diferencias entre la novela y la película: "Si la historia de Kundera comienza con la pesadez de la filosofía de Nietzsche, la película introduce primero su opuesto, la ligereza. El libro incorpora filosofía y psicoanálisis; los utiliza como herramienta del narrador para explicar la psique de los personajes y sus acciones, así como la pesadez y ligereza de las relaciones, el amor y el sexo [...] La película elimina al narrador y usa escenas de sexo y la naturaleza de la profesión de Tomás para establecer los principales atributos de su personaje, que tienen más que ver con la percepción de la masculinidad dentro de la estructura patriarcal que con la interpretación del personaje del libro [...] Dejando a un lado el contenido, la atmósfera que crea la película con la ayuda de planos generales, colores, vestuario, luces y música irradia el trasfondo del libro con toda su pesadez melancólica y su ligereza alegre."
Matthew Dessem  opinó al respecto: "La solución de Kaufman y Carrière es eliminar prácticamente todos los apartes filosóficos de Kundera, reorganizar los eventos de la novela en orden cronológico, eliminar por completo al narrador, reducir uno de los cuatro personajes principales a unos pocos minutos de tiempo de pantalla y, en general, cambiar la película. en algo que podría confundirse con una historia de amor convencional [...] la película maneja el erotismo con mucha franqueza y realismo. Pero al centrarse sobre todo en el triángulo amoroso central, Kaufman corre el riesgo de hacer que la historia mundial parezca ornamental."

## Recepción
La película obtuvo grandes elogios de la crítica. Tiene un índice de aprobación del 85% en el sitio web del agregador de reseñas Rotten Tomatoes, basado en 27 reseñas. El consenso del sitio web dice: "Explorando las costumbres sexuales en el contexto de la agitación social de la vida real, La insoportable levedad del ser combina ingeniosamente lo político y lo erótico".
La enciclopedia del cine internacional (Lexikon des internationalen Films) escribió que la película estaba "parcialmente cargada de efectos", "desarrollada sentimentalmente", pero siendo "técnicamente extraordinariamente sofisticada". Afirmó que la obra solo toca de pasada la conexión entre los acontecimientos históricos y el "destino personal", pero muestra un "sentimiento por los lugares, por los objetos y sobre todo por el cuerpo" con el que aborda "el campo de tensión entre la sexualidad y los sentimientos".
El crítico de cine Roger Ebert, resumió la trama de la forma siguiente: "La película cuenta la historia de un joven cirujano que intenta flotar por encima del mundo mundano de responsabilidad personal y compromiso para practicar una vida sexual que no tenga tráfico con el corazón, para escapar intacto del mundo del placer sensual mientras conserva su privacidad y su soledad. Al final de la historia, esta libertad se ha convertido en una carga demasiado grande para él."
Roger Ebert elogió el ritmo de la película, su aproximación a los personajes y el tratamiento de la sexualidad: "La mayoría de las películas se mueven tan rápido y dependen tanto de la trama que tratan sobre eventos, no sobre vidas. “La insoportable levedad del ser” transmite el sentimiento de profunda nostalgia, de un tiempo que ya no está presente, cuando estas personas hacían estas cosas y esperaban la felicidad, y se vieron envueltas en hechos que escapaban a su control. Kaufman logra este efecto casi sin parecer intentarlo. Al principio, su película parece tratar casi exclusivamente de sexo, pero luego notamos en innumerables tomas individuales y decisiones de cámara que no permite que su cámara se convierta en un voyeur. Hay mucha desnudez en la película pero ninguna calidad documental pornográfica, la cámara no se demora, ni se mueve para obtener la mejor vista, ni disfruta del espectáculo de la desnudez. El resultado son algunas de las escenas de sexo más conmovedoras, casi tristes, que he visto en mi vida: sensuales, sí, pero agridulces [...] La insoportable levedad del ser, sin embargo, no es el contenido sexual en sí mismo, sino la forma en que Kaufman ha podido utilizarlo como vía para una historia compleja, una de nostalgia, pérdida, idealismo y romance."
Emiliano Fernández comentó que "La Insoportable Levedad del Ser [...] se las arregla para analizar con perspicacia a lo individual difuminado en lo social y a la vida como un sueño en un eterno retorno más marxista que nietzscheano, pensando a la poligamia de Tomás como un producto de la crisis de sólo poseer esta vida para aprender y disfrutar, sin tener acceso a esas existencias pasadas o futuras que tienden a repetirse a veces como farsas y en otras ocasiones como tragedias, por supuesto con nosotros en el medio a nivel identitario sin saber dónde estamos parados y qué sería más conveniente, si optar por la “ligereza” cuasi rebelde de Sabina y Tomás, a veces confundiéndose con la irresponsabilidad infantil, o la “pesadez” del compromiso representado en la angustia de Tereza, la cual está pegada al andamiaje social conservador y a la autovictimización y la complacencia vía un influjo religioso/ moral/ comunitario empardado a la monogamia. Más extenso de lo que hubiese sido deseable aunque siempre fascinante, el film reflexiona sobre las paradojas de la vida intensa y el equilibrio que necesita la felicidad para algún día asomarse por nuestra ventana.“
Variety opinó que "Interpretadas por Juliette Binoche y Lena Olin, las dos mujeres son absolutamente encantadoras; Binoche es adorablemente parecida a una muñeca, mientras que Olin es simplemente sorprendente como una mujer que vive su vida sexual y artística tal como le place. Atractivo en algunos sentidos, Tomas es irritantemente poco comunicativo y opaco con los demás, y Daniel Day-Lewis a veces exagera la proyección tímidamente engreída de su propio atractivo." 
La película fue nominada a dos Premios de la Academia: Jean-Claude Carrière y Philip Kaufman al Mejor Guion Adaptado y Sven Nykvist a la Mejor Fotografía. El guion ganó un premio BAFTA en 1989 y fue nominado para un premio Writers Guild of America. Sven Nykvist ganó el Premio Independent Spirit en 1989 y en 1988 también fue nominado al Premio a la Mejor Fotografía de la Sociedad Británica de Directores de Fotografía y en 1989 al Premio ASC de la Sociedad Americana de Directores de Fotografía. Además, la película y Philip Kaufman recibieron los premios de la Sociedad Nacional de Críticos de Cine en el mismo año.
La obra ocupó el puesto 87 por el American Film Institute en su lista de 2002 AFI's 100 Years ... 100 Passions.

## Multimedia
The Criterion Collection lanzó una versión restaurada digitalmente de la película en DVD en noviembre de 1999. El lanzamiento incluyó comentarios de audio del director Philip Kaufman, el coguionista Jean-Claude Carrière, el editor Walter Murch y la actriz Lena Olin. Fue relanzado en DVD por Warner Home Video como una edición especial de 2 discos el 28 de febrero de 2006.

## Banda sonora
La película hace uso extensivo de piezas clásicas del compositor checo Leoš Janáček, especialmente sus composiciones para piano " On an Overgrown Path". También presenta una interpretación de la canción de los Beatles " Hey Jude " de Marta Kubišová en checo, así como la canción folclórica tradicional checoslovaca "Joj, Joj, Joj", interpretada por Jarmila Šuláková y Vojtěch Jochec.